# Biblioteca dell'Accademia dei Concordi di Rovigo
La biblioteca dell'Accademia dei Concordi è un'istituzione pubblica culturale del comune di Rovigo. Sorta nel corso del XIX secolo, oggi è considerata un punto di riferimento culturale dell'intero Polesine ed è dotata di un patrimonio librario di oltre 250 000 volumi.
La sede principale della biblioteca si trova presso piazza Vittorio Emanuele II, 14 a Rovigo.

## Storia
La biblioteca dell'Accademia dei Concordi sorse nel primo ventennio del XIX secolo come biblioteca privata, riservata ai soli soci dell'Accademia dei Concordi. Al momento della sua nascita era composta da un patrimonio librario frutto di lasciti e donazioni da parte degli accademici e dei cittadini di Rovigo, tra i quali è possibile ricordare i volumi donati dalla famiglia Silvestri e da Baldassarre Bonifacio.
Il passaggio della Biblioteca ad istituto pubblico si ebbe il 10 gennaio 1836 attraverso la stipula del "contratto Gnochi", così chiamato per via del nome del primo bibliotecario ufficiale della biblioteca, l'abate Giuseppe Gnochi (1774-1841). Con questo contratto, redatto dal notaio rodigino Girolamo Gobbetti, il comune di Rovigo divenne comproprietario dell'intero patrimonio, anche artistico, dell'istituto. L'atto notarile che diede forma al "contratto Gnochi" era costituito da due diversi contratti: il primo riguardava il vitalizio con cui lo Gnochi vendette la propria raccolta libraria al comune di Rovigo e con cui s'impegnò a rivestire il ruolo di custode e bibliotecario della biblioteca dell'Accademia; il secondo prevedeva la stipula di una comproprietà permanente dei beni posseduti dai Concordi col comune di Rovigo. Inoltre, con questo contratto nacque una commissione mista accademico-comunale con cui si sarebbero potute gestire le vicende amministrative della biblioteca. La situazione di parità creata da tale contratto, tuttavia, fu solo un'illusione, perché le responsabilità gravanti sul comune di Rovigo e sull'Accademia sembrarono sbilanciarsi a favore del primo, soprattutto per quanto riguardava l'onere di retribuzione del bibliotecario. Per risolvere la questione fu necessario un nuovo accordo tra le due parti, che fu stabilito nel corso del XX secolo e che prese il nome di "contratto Dotti". Grazie ad esso si fece assumere il carico dello stipendio del bibliotecario dei Concordi al comune di Rovigo.

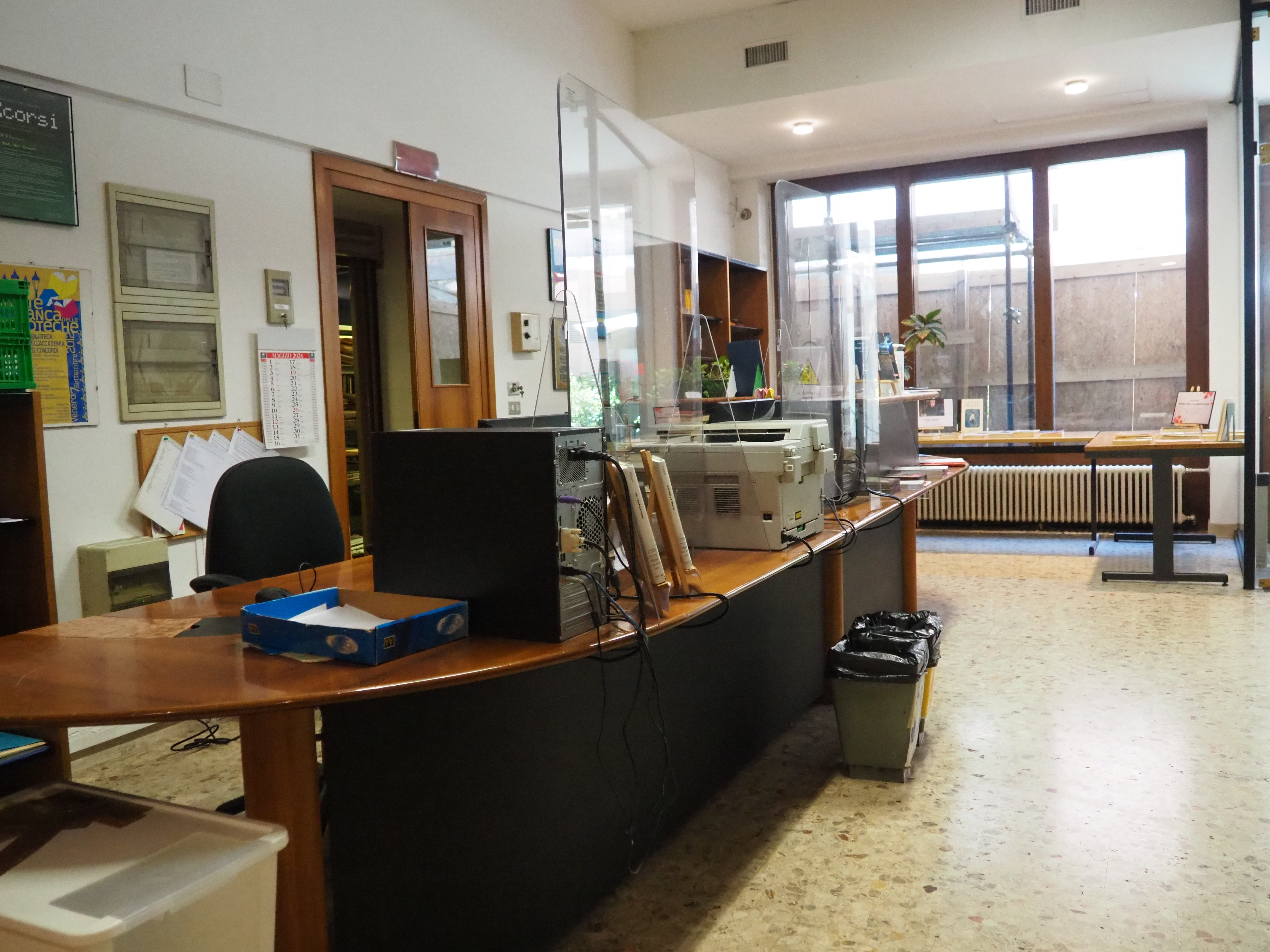
La biblioteca.

Tra Ottocento e Novecento molti furono gli sforzi operati dai bibliotecari che succedettero all'abate Gnochi per un ampliamento della struttura e soprattutto per una migliore conservazione del patrimonio in essa contenuto. Tra di essi, è possibile ricordare l'opera di catalogazione di oltre 20.000 volumi da parte di Vincenzo de Vit verso la metà dell'Ottocento o l'arricchimento della biblioteca di circa 40.000 volumi durante il mandato di Pietro Oliva, negli anni sessanta dell'Ottocento. Tutto ciò, però, si accompagnò ad un costante bisogno di risorse finanziarie per poter mantenere in vita l'Accademia dei Concordi. 
La situazione dei Concordi, soprattutto della biblioteca, cominciò a migliorare a partire dagli ottanta del Novecento, quando iniziò a far conoscere il suo patrimonio culturale al pubblico attraverso mostre e convegni. Altrettanto importante, poi, fu una convenzione stipulata nel 1990 tra la giunta regionale e l'Accademia dei Concordi con lo scopo di valorizzare e compensare il patrimonio storico-librario delle biblioteche polesane. Risultato di tale accordo fu il Sistema bibliotecario provinciale, grazie al quale furono messe in comunicazione fra loro tutte le biblioteche del Polesine. All'interno di questo progetto i Concordi contribuirono fornendo assistenza tecnica alle altre biblioteche polesane ed istituendo corsi di formazione ed aggiornamento professionale e seminari.
Agli inizi del 2002 la biblioteca è diventata depositaria della Biblioteca del seminario vescovile di Rovigo, che raccoglie documentazione antica di carattere teologico-ecclesiastico frutto di donazioni effettuate nel corso del tempo dai sacerdoti locali. L'accordo stipulato tra i Concordi e la Biblioteca del seminario vescovile ha stabilito la conservazione del suo patrimonio nei depositi della biblioteca per quindici anni ed è automaticamente rinnovabile.

## Patrimonio librario

### Lasciti e donazioni
In principio il patrimonio librario dell'Accademia dei Concordi era costituito dai lasciti e dalle donazioni fatti dai soci del sodalizio e dai cittadini di Rovigo nel corso dei secoli. All'interno della sede in cui dimorò la biblioteca a partire dal 1814 furono dunque conservati:
- la biblioteca del Collegio dei dottori, comprendente soprattutto i lasciti della famiglia Bonifacio e del rodigino Giorgio Litino;
- numerosi manoscritti in parte frutto dell'attività della sezione agraria dell'Accademia;
- una raccolta di 1784 opere lasciate ai Concordi nel 1828 dall'erudito rodigino Pietro Torelli Minadois;
- una raccolta libraria donata nel 1833 da Marco Avanzi;
- una raccolta libraria donata dal rodigino Luigi Trombini nel 1841;
- i libri del convento di San Francesco di Rovigo[9], avuti in dono in seguito alla soppressione delle congregazioni religiose nel 1818;
- una raccolta di autografi di personaggi importanti, volumi ed opuscoli a stampa riguardanti Rovigo ed il Polesine, miscellanee ed incisioni appartenenti al rodigino Luigi Ramello;
- i volumi della Biblioteca della famiglia Silvestri[10], che, in seguito alla morte del suo bibliotecario e custode, Luigi Ramello, fu donata da Pietro e Girolamo Silvestri all'Accademia.

Attualmente i lasciti, le donazioni ed i numerosi altri volumi che ancora oggi confluiscono all'interno della Biblioteca dei Concordi sono ripartiti in due sezioni principali in cui si suddivide lo stesso istituto bibliotecario:
- la Silvestriana, contenente circa 40.000 opere e non suscettibile ad un ulteriore incremento;
- la Concordiana, contenente ormai 120.000 opere ed in costante aumento. A differenza della Silvestriana, non è caratterizzata da un disegno organico, poiché risultano essere molteplici le raccolte librarie da essa custodite.

### Manoscritti
All'interno della raccolta di manoscritti della biblioteca dell'Accademia dei Concordi è possibile trovare numerosi codici, filze, fascicoli e buste che sono divisi tra la Silvestriana e la Concordiana. In entrambe le sezioni della biblioteca, poi, sono contenute molte buste di miscellanea locale.
Tra i manoscritti più conosciuti per il loro valore artistico-bibliografico sono presenti:
- la Bibbia istoriata del secolo XIV, contenente delle didascalie in veneto volgare e comprendente i libri Genesi e Rut;
- la Confutazione del Cristianesimo dello spagnolo Giuseppe Albo;
- un codice delle Epistole di Seneca presentato da Vincenzo De Vit in una pubblicazione del 1847;
- manoscritti in lingua latina, come il De officiis e il De amicitia di Cicerone in 8°, il volume membranaceo dei Libri ethicorum di Aristotele, le Ovidianae metamorphoseos mithologia sacra (1366) e l'autografo Antiquarum lectionum di Ludovico Ricchieri, noto anche come Celio Rodigino (inizio XVI secolo);
- i Portolani in pergamena, uno in 4° e l'altro in 8°.

### Autografi
Gli autografi presenti nell'istituto rodigino sono suddivisi tra la Concordiana e la Silvestriana: a quest'ultima appartengono 6481 corrispondenze epistolari intrattenute dalla famiglia Silvestri con gli esponenti del mondo artistico, culturale ed ecclesiastico veneto ed italiano dell'epoca.

### Conventi soppressi
Gli archivi delle corporazioni religiose soppresse nell'Ottocento furono ceduti, nel 1865, dal governo austriaco al comune di Rovigo. Quest'ultimo, tuttavia, non possedendo locali idonei alla corretta conservazione del materiale archivistico, decise di cedere l'intero patrimonio all'Accademia dei Concordi.
Tra i fondi archivistici più cospicui, è possibile trovare quello del monastero di San Bartolomeo, comprendente disegni, catastici, libri agrari, libri messe e soprattutto documenti e pergamene relativi ai conventi di San Pietro in Maone e degli Umiliati in San Bortolo, studiati nel corso del secolo scorso da uno dei bibliotecari della Concordiana, Domenico Strada.

### Pergamene
Le pergamene sono raggruppate in due sezioni principal: il primo gruppo appartiene alla Concordiana e alla Silvestriana, il secondo al fondo delle corporazioni religiose soppresse.
Al primo gruppo è riconducibile, per esempio, una pergamena dell'XI secolo che descrive la concessione da parte dell'arcivescovo di Ravenna, Enrico, all'abate di San Pietro in Maone di terre situate in Fossalta e della chiesa di Sant'Andrea Apostolo, entrambe site nel ferrarese. Le altre 343 pergamene che formano il primo gruppo sono databili ai secoli dal XV al XVII. Al secondo gruppo appartengono 198 pergamene dei secoli dal XIII al XVII.

### Opere di interesse locale
Nella Silvestriana sono contenute buste relative a studi e a notizie di "storia patria". I temi trattati al loro interno riguardano le questioni religiose tra Rovigo ed Adria, i conventi del Polesine, gli eventi storici di Rovigo. Tutte sono databili ai secoli dal XVI al XVIII.
Tra le opere all'interno di questa raccolta è possibile trovare:
- due buste con le lezioni tenute da Camillo e Gerolamo Silvestri;
- la Storia agraria di Camillo Silvestri.

Nella Concordiana è presente una serie di buste in una successione senza organicità che contengono notizie sulla città di Rovigo, sulle nobiltà locali, sulle chiese e anche sulla stessa Accademia dei Concordi. Alcune buste contengono anche alcune lezioni tenute presso i Concordi dai soci dell'istituto medesimo negli anni dal 1841 al 1845.

### Incunaboli
Tra gli incunaboli di maggior pregio presso l'Accademia è possibile trovare:
- il De coelo et mundo[13], il De generatione et corruptione[14] e la Metafisica (1471-74), tutte opere di Aristotele;
- il De oratore (1470), il De legibus e il De natura deorum (1471), tutte opere di Cicerone;
- il Contra gentes di Tommaso d'Aquino;
- Bibbia in volgare tradotta da Nicolò Malermi e stampata a Venezia nel 1471 presso Vindelin da Spira;

A Baldassarre Bonifacio appartenevano alcuni incunaboli, ora presenti in Concordiana, con le opere del Petrarca. Più nello specifico, "il numero 56-57 della raccolta della Concordiana contiene il Canzoniere con il commento di Francesco Fidelfo e Bernardo Glicino. La prima parte del volume raccoglie i Trionfi ed è preceduta da tre fogli manoscritti in lingua latina. A questa parte, stampata nel 1478 a Venezia, furono aggiunti i sonetti e le canzoni pubblicati pure a Venezia nel 1481".

### Opere di pregio
Tra le opere di maggior pregio della Biblioteca, si ricordano:
- il Divinarum istitutionum libri septem e l'Apologeticus adversus gentes[16] di Tertulliano in 8°, stampati nel 1515 a Venezia da Aldo Manuzio e Andrea Torresano;
- gli Statiti sylvarum libri quinque, Thebaidos libri duodecim, Achilleidos duo, sempre stampati da Aldo Manuzio nel 1502;
- la Gerusalemme liberata di Torquato Tasso, stampata a Ferrara dagli eredi di Francesco De Rossi;
- la cinquecentina intitolata Officium Beatae Mariae Virginis, pubblicata a Parigi nel XVI secolo;
- la pubblicazione, da parte di Giovanni Durazzo nel 1865, del catalogo di edizioni delle opere di Dante presenti nelle biblioteche di Rovigo. Tra queste opere, rivestono particolare importanza un'edizione aldina della Divina Commedia del 1502 e una dell'Amoroso convivio del 1529.

## Bibliotecari
- Abate Giuseppe Gnochi (1774-1841): fu il primo bibliotecario e custode della biblioteca dal 1836, anno in cui venne stipulato l'omonimo contratto (il "contratto Gnochi"), al 1841. Ebbe il merito di aver conferito un primo assetto al patrimonio della biblioteca dell'Accademia dei Concordi, ma senza utilizzare alcun preciso ordine biblioteconomico.
- Vincenzo De Vit (1811-1892): bibliotecario dal 1844 al 1849, a lui si dovette la riapertura al pubblico della biblioteca dopo un periodo di chiusura (1841-1845) e la catalogazione di ben 20.000 volumi. Dopo aver terminato il suo incarico presso i Concordi, si trasferì a Stresa per ricoprire un altro importante incarico[17].
- Francesco Cezza[17]: bibliotecario dal 1849 al 1854, viene ricordato come un bibliotecario piuttosto disattento e superficiale, tanto da esercitare sorveglianza nella biblioteca solo in alcune ore del giorno, non prestando sufficiente assistenza agli studiosi, e da affidare al bidello Antonio Galasso il compito di riordino dei libri e l'intestazione delle schede bibliografiche .
- Giuseppe Baruffi[18]: bibliotecario dal 1855 al 1860, prestò servizio gratuito alla biblioteca per molto tempo e questo permise ai Concordi di rimanere aperti in un periodo in cui erano afflitti da considerevoli difficoltà finanziarie. Gli spetta anche la catalogazione di tutto il materiale librario custodito dalla biblioteca dal 1848 in poi e la schedatura, dal 1856 al 1859, delle opere del lascito Ramello.
- Pietro Oliva[18]: bibliotecario dal 1860 al 1864, nel corso del suo mandato la biblioteca fu arricchita da 40.000 volumi donati dai fratelli Girolamo e Pietro Silvestri e fu aperta per tutta la settimana.
- Giacinto Mantovani[19]: bibliotecario dal 1865 al 1868, gli spettò il compito di terminare il lavoro del predecessore, consistente nel completare i registri topografici della Silvestriana[19].
- Luigi Fogolari[20]: bibliotecario dal 1869 al 1872.
- Domenico Strada: bibliotecario dal 1872] al 1914, gli "toccava la sorte di essere il custode e l'ordinatore accademico per un periodo d'anni superiore a quello degli altri presi insieme (..). Non v'è opera, si può dire, fra questi centomila volumi, che non sia passata per le sue mani, qualche decina di migliaia serbandone tracce di catalogazione e qualche migliaio recandone nei margini appunti storici o filologici[21]". Ebbe il merito di ordinare le raccolte della biblioteca creando due cataloghi, uno alfabetico ed uno per materia, di acquistare opere di grande valore e pregio e di assistere assiduamente gli studiosi nelle loro ricerche. Oltre ad essersi dedicato all'attività di bibliotecario dei Concordi, lo Strada scrisse anche delle opere, che però rimasero quasi tutte inedite. Tra le poche certamente attribuibili ci sono, per esempio, l'opuscolo d'occasione Rovigo, pubblicato dal consiglio comunale ed uscito dal Reale stabilimento tipolitografico A. Minelli nel 1896 ed un volumetto composto in collaborazione con Abd-El-Kader Modena, uno dei più importanti intellettuali rodigini dell'epoca, intitolato Regesti di documenti inediti del Medio Evo relativi al Polesine[22].
- Manlio Torquato Dazzi[23] (1891-1968): direttore della biblioteca e della pinacoteca dei Concordi[24] dal 1915 al 1920, si concentrò nell'opera di riordino delle collezioni artistiche dell'istituto, impegnandosi anche nella realizzazione di iniziative a livello locale. Nel 1920, dopo aver concluso il suo incarico presso i Concordi, andò a dirigere la Biblioteca malatestiana di Cesena fino al 1926.
- Giovanni Semprini[23]: bibliotecario dal 1921 al 1922.
- Alberto Broglio: bibliotecario dal 1923 al 1965 insieme alla vice-direttrice Maria Bonetti. Questi due personaggi si occuparono di molteplici progetti di miglioramento della biblioteca, come per esempio della creazione di cataloghi per autore e per soggetto, della redazione d'inventari per i manoscritti delle opere rare, delle stampe e delle carte geografiche e della schedatura degli incunaboli della Silvestriana e della Concordiana. Inoltre, tra il 1959 ed il 1962, entrambi diressero i lavori di ristrutturazione degli ambienti della biblioteca e di costruzione del nuovo castello librario[25] che da quel momento in poi custodì l'intero patrimonio librario dell'istituto.
- Franco Piva: bibliotecario dall'ottobre 1965 al settembre 1966.
- Giuseppe Pilo di Capaci: bibliotecario da dicembre 1966 a gennaio 1970.
- Adriano Mazzetti: bibliotecario da gennaio 1970 a giugno 1971.
- Ugo Ruggeri: bibliotecario da giugno a settembre 1971.
- Adriano Mazzetti: di nuovo bibliotecario da gennaio 1976 a dicembre 2003.

A partire dal 2004, i direttori della Concordiana furono prima l'ex direttore della pinacoteca dell'istituto, Antonio Romagnolo, poi il socio ordinario Gianfranco Spinelli e, fino a marzo del 2005, Enrico Spinelli.
Attualmente la direzione della biblioteca è affidata a Antonella Turri.

## Sedi
- 1814: portati a termine i lavori di ampliamento dello stabile acquistato dall'Accademia dei Concordi nel 1752[26] sulla piazza Maggiore, che poi fu intitolata a Vittorio Emanuele II. Al suo interno venne collocato l'intero patrimonio librario fino a quel momento posseduto dai Concordi.
- 1921: essendo aumentata la massa della documentazione, lo stabile del 1814 fu sostituito da un fabbricato concesso gratuitamente dal comune di Rovigo all'Accademia dei Concordi.
- 1960: grazie all'opera di Giuseppe Romanato (all'epoca direttore dell'Accademia dei Concordi), di Alberto Broglio (allora direttore della biblioteca) e di Maria Bonetti (allora vice-direttrice della biblioteca) fu permessa la costruzione di un "castello librario" in grado di contenere oltre 20 000 volumi[27].

## Regolamenti
I regolamenti stabiliscono le norme riguardanti i compiti del personale, l'accesso alla biblioteca ed il prestito dei suoi libri, gli orari, l'uso della pinacoteca e tutti gli altri aspetti che riguardano l'Accademia dei Concordi.
Leggendo il regolamento annesso allo statuto del 1840, approvato dai soci dell'Accademia poco dopo l'apertura al pubblico della biblioteca, si può notare come all'epoca non fosse concesso in alcun modo il prestito di libri al di fuori dei locali dei Concordi".
Il prestito bibliotecario iniziò ad entrare in uso solo a partire dal 1872 grazie ad una deliberazione, con cui la giunta comunale concedeva ai Concordi di poter prestare temporaneamente i libri della biblioteca.
Un altro regolamento fu quello del 1939, in cui comparvero alcune novità, come per esempio il prestito esterno e quello interbibliotecario. Nel corso del tempo le cose cambiarono e nei regolamenti successivi sono comparse sempre più norme per poter agevolare le richieste di prestito degli studiosi.

## Attualità
Attualmente la Biblioteca dell'Accademia dei Concordi comprende anche numerosi volumi tipograficamente più modesti che soddisfino le necessità dei lettori".
L'acquisto delle opere moderne per la Concordiana è orientato in base a questionari forniti agli utenti, con l'obiettivo di colmare le lacune nelle classi librarie meno presenti nelle collezioni. Nel 2003, tuttavia, un articolo de Il Resto del Carlino l'ha confrontata con la Biblioteca Ariostea di Ferrara, rispetto alla quale la biblioteca rodigina sembrerebbe aver seguito maggiormente le classifiche di vendita delle novità librarie, piuttosto che privilegiare autori meno conosciuti, come i classici e i premi Nobel.
Le sezioni di cui oggi si compone la Biblioteca dell'Accademia dei Concordi sono:
- sezione antica'[35];
- sezione ragazzi - multispazio[36]: è stata inaugurata nel 200 ed al suo interno è caratterizzata da spazi di lettura, da una piccola emeroteca con sette giornalini e da due postazioni Internet. Attualmente la sezione è ospitata presso palazzo Nagliati, in piazza Garibaldi 31;
- sezione moderna[37]: è composta da un'emeroteca, una mediateca e dalle raccolte delle novità del mercato librario.